# 葛鴊
葛鴊（1489年—？），字子中，萬全都司宣府左衛軍籍湖廣黃州府羅田縣人，明朝政治人物。

## 生平
正德十四年（1519年）己卯科順天鄉試第五十五名舉人，十六年（1521年）辛巳科二甲進士。由庶吉士授刑科給事中，升貴州銅仁府知府，嘉靖九年（1530年）調思南府知府，卒於官。

## 家族
曾祖葛良；祖父葛謙；父葛盈，義官。母趙氏。具慶下。兄葛鵾（貢士）。